# Яровые (деревня)
Яровые — деревня в Фалёнском районе Кировской области. 

## География
Находится на правобережье реки Чепца на расстоянии примерно 7 километров по прямой на северо-восток от районного центра поселка Фалёнки.

## История
Деревня известна с XVII века. В 1678 году учтено 7 дворов, в 1764 году 17 жителей. В 1873 году отмечено дворов 6 и жителей 60, в 1905 15 и 107, в 1926 23 и 142, в 1950 29 и 120 соответственно. В 1989 году учтено 20 жителей. До 2020 года входила в Фалёнское городское поселение, ныне непосредственно в составе Фалёнского района.

## Население
Постоянное население  составляло 9 человек (русские 100%) в 2002 году, 4 в 2010.